# Mathias Florén
Mathias Florén (n. Söderhamn, Suecia, 11 de agosto de 1976) es un futbolista sueco. Juega de defensa y actualmente milita en el IFK Norrköping de la Allsvenskan de Suecia.

## Clubes
| Club           | País         | Año           |
| -------------- | ------------ | ------------- |
| Marma          | Suecia       | 1991 - 1993   |
| Alnö IF        | Suecia       | 1993 - 1995   |
| GIF Sundsvall  | Suecia       | 1995 - 1997   |
| IFK Norrköping | Suecia       | 1997-2001     |
| FC Groningen   | Países Bajos | 2001-2006     |
| IF Elfsborg    | Suecia       | 2007-2010     |
| IFK Norrköping | Suecia       | 2011-presente |